# Carta de una desconocida (película de 1948)
Carta de una desconocida (Letter from an Unknown Woman) es una película estadounidense de 1948 dirigida por Max Ophüls y protagonizada por Joan Fontaine y Louis Jourdan. Fue adaptada al cine por Howard Koch de la novela homónima de Stefan Zweig, publicada en 1922. Cuenta la historia de un pianista que recibe la carta de una mujer que no conoce y que ha estado enamorada de él toda su vida.
En 1992, la película fue considerada «cultural, histórica y estéticamente significativa» por la Biblioteca del Congreso de Estados Unidos y seleccionada para su preservación en el National Film Registry.

## Argumento
Viena, principios del siglo XX, Lisa (Joan Fontaine) es una adolescente que vive en un edificio de apartamentos y se siente cautivada por un nuevo inquilino, el pianista Stefan Brand (Louis Jourdan). Stefan se está haciendo un concertista famoso debido a sus enérgicas actuaciones. Lisa se obsesiona con Stefan, trasnochando para oírle tocar y colándose en su apartamento admirándole desde lejos. A pesar de esto, sólo coinciden una vez y Stefan ni se fija en ella.
Un día, la madre de Lisa (Mady Christians) anuncia su matrimonio con un caballero rico y respetable, que vive en Linz y le dice a Lisa que se van a mudar allí. Lisa se resiste a los planes de su madre huyendo de la estación y vuelve al apartamento, donde le deja entrar el portero. Llama a la puerta de Stefan, pero nadie le abre y decide esperarle fuera. A la mañana siguiente, Stefan vuelve a casa con una mujer. Después de verles, muy perturbada, Lisa viaja a Linz donde se reúne con su madre y su nuevo padrastro.
En Linz, se convierte en una mujer respetable y es cortejada por un joven militar de buena familia. Finalmente, le pide matrimonio a Lisa, pero ella le rechaza arguyendo que está enamorada de alguien residente en Viena e incluso que está prometida con él. Confundido y con el corazón roto, el militar acepta la situación. Cuando su madre y padrastro se enteran de la reacción de Lisa y le preguntan el porqué de su rechazo, ella simplemente les dice que "le ha dicho la verdad".
Años después, Lisa se distancia de sus padres trabajando en Viena como modelo en una casa de modas. Todas las noches, espera en la ventana de Stefan, deseando ser vista. Una noche, por fin él la ve, y aunque no la reconoce, se siente extrañamente atraído por ella. Salen en una cita larga y romántica en la que acaban haciendo el amor. Poco después, Stefan se va a un concierto a Milán, prometiéndole volver pronto, pero no lo hace. Nueve meses después, Lisa da a luz a su hijo, sin intentar contactar con Stefan, queriendo ser "la única mujer que no le pidió nada a cambio".
Diez años después, Lisa está casada con un hombre mayor que ella llamado Johann (Marcel Journet) al que le ha contado su pasado con Stefan, ya que le ha puesto su nombre al hijo de ambos. Una noche, en la ópera, Lisa ve a Stefan, que ya no es un pianista famoso y casi nunca actúa. Incómoda, se va a media actuación. Casualmente, él se va al mismo tiempo y hablan mientras ella está esperando su carruaje. Stefan no se acuerda de ella, pero una vez más se siente irresistiblemente atraído por ella. Lisa se sigue sintiendo incómoda al no querer enfadar a su marido. Cuando su carruaje llega, se encuentra con Johann, claramente molesto. 
Unas cuantas noches después, y en contra de la opinión de su esposo, Lisa va al apartamento de Stefan y él está encantado de verla. Después de una conversación aparentemente esclarecedora, acerca de la vida pasada de Stefan y sus motivos para dejar la música, Stefan sigue sin reconocer quién es Lisa realmente. Perturbada y dándose cuenta de que Stefan nunca la quiso realmente, Lisa se va, a pesar de que iba convencida a contarle toda la verdad. De camino al portal, se encuentra al criado e intercambian una larga mirada. Un tiempo después, su hijo muere de tifus y a Lisa la llevan al hospital porque está gravemente enferma. Allí, le escribe una carta a Stefan confesándole su vida, la existencia del hijo de ambos y sus sentimientos hacia él. La carta es el hilo conductor de la película.
Después de la muerte de Lisa, se le manda la carta a Stefan junto a una nota de las monjas del hospital comunicándole su muerte. En shock, Stefan rememora las tres veces que se encontraron y que él nunca la reconoció. "¿Tú la reconociste?" le pregunta a su criado. El criado asiente y escribe su nombre (puesto que es mudo), Lisa Berndle, en un trozo de papel. Todavía en shock, Stefan abandona el edificio y ve la imagen fantasmal de una Lisa adolescente abriéndole la puerta y sonriéndole, de la misma forma que lo hacía cuando la vio por primera vez, hace tantos años. Fuera, un carruaje le espera para llevarle a un duelo propuesto por el marido de Lisa, Johann. Finalmente, con la intención de asumir su responsabilidad por sus acciones, Stefan decide aceptar el duelo.